# Vivarini
Vivarini ist der Name einer venezianischen Künstlerdynastie des 15. Jahrhunderts, die von einer Glasbläserfamilie aus Murano abstammt.
Antonio Vivarini war der erste der Dynastie. Seine Werke entstanden häufig in Kooperation mit seinem Schwager, dem aus Deutschland stammenden Giovanni d’Alemagna und seinem jüngeren Bruder Bartolomeo Vivarini. Letzter Spross der Malerfamilie war Alvise Vivarini, der nach Antonios Tod dessen Werkstatt fortführte.
Hauptprodukt der Vivarini-Werkstatt waren mehrteilige Altarbilder, Triptychen und Polyptychen, in prunkvollen, vergoldeten hölzernen Rahmen, die ihre Abnehmer außer in Venedig in den Städten hatten, die unter venezianischer Herrschaft standen, bzw. in denen Venedig Handelsstützpunkte unterhielt, vom Veneto, den Marken bis Istrien und Apulien. Bis in die 1470er Jahre hatte die Vivarini-Werkstatt praktisch ein Monopol für diese Art Altarbilder. 1490 kam Bergamo als neuer Abnehmer hinzu.

## Mitglieder der Familie
- Alvise Vivarini (~1446–~1505), italienischer Maler
- Antonio Vivarini (~1415–~1480), italienischer Maler
- Bartolomeo Vivarini (~1432–~1499), italienischer Maler

sowie Antonios Schwager
- Giovanni d’Alemagna (~1411–1450), italienischer Maler